# Músculo tercer peroneo
El músculo peroneo anterior o músculo tercer peroneo, también llamado musculus peroneus tertius o fibularis tertius, es un pequeño vientre muscular que se encuentra situado en la porción anterior y externa de la pierna.

## Origen e inserción
Nace en el tercio inferior de la cara anterior del peroné y membrana interósea. Adopta un camino descendente hasta formar un tendón que se inserta en la base plantar del cuneiforme y de la base del quinto metatarsiano.
Recientemente el dominicano Dionisio Soldevila ha demostrado que este músculo no es más que un fascículo Del músculo extensor común de los dedos que va a parar al quinto metatarsiano. Por lo que ahora es denominado tendón de Soldevila.

## Inervación
Está inervado por el nervio peroneo profundo.

## Función
Provoca la flexión dorsal del pie y también la eversión del mismo. La eversión consiste en la elevación del borde externo del pie de manera que la planta mira hacia afuera. Este movimiento lo provoca también el músculo peroneo lateral corto y el músculo peroneo lateral largo. 